# ایستگاه متروی فرهنگسرا
ایستگاه مترو فرهنگسرا، یکی از ایستگاه‌ها خط ۲ مترو تهران و آخرین ایستگاه این خط تا به امروز است. این ایستگاه در محدوده محله جوادیه تهران پارس، بلوار جشنواره، روبه‌رو فرهنگسرا اشراق می‌باشد. مساحت فضا سرپوشیده این ایستگاه بالغ بر ۶۱۵۵ متر مربع است.

## خطوط اتوبوسرانی
از خطوط اتوبوسرانی منتهی و عبوری از مجاور این ایستگاه خطوط ذیل می‌باشد:
- خط اتوبوس ۳۸۳ میدان رسالت به شهرک شهید بهشتی در مسیر خیابان شهید عباس نیلفروشان (فرجام)، چهارراه اشراق (فلکه دوم تهرانپارس)، خیابان جشنواره، ایستگاه مترو فرهنگسرا، و خیابان زهدی (امین)، کنارگذر بزرگراه شهید زین الدین، خیابان شهید رجایی (سازمان گوشت)
- خط اتوبوس ۴۰۰ پایانه علم و صنعت به دانشگاه امام حسین در مسیر بزرگراه رسالت، خیابان شهید نیلفروشان (فرجام)، چهارراه اشراق (فلکه دوم)، خیابان‌های جشنواره و دماوند، سازمان آب تا دسترسی‌های محلی حکیمیه، دانشگاه آزاد تهران شمال، ضلع شمال بزرگراه بابایی و شهرک شیردم و دانشگاه[۱]